# عمران صابی
عمران صابی یکی از متکلمان حرانی در عهد مأمون عباسی بود که در جلسات مناظرات با علی بن موسی الرضا حضور داشته است و مناظره‌ای با علی بن موسی الرضا داشته که سبب اسلام آوردنش شده است. او را رئیس صابئان در مناظرات با علی بن موسی الرضا معرفی کرده‌اند.

## نام و اعتقاد
به گزارش منابع اسلامی، عمران صابی، همانطور که از نامش پیداست، از صابئین زمان خود بوده‌است. هرچند وی را رئیس صابئان نیز خوانده‌اند. صابئیان، پیروان یحیی نبی هستند و به دو گروه موحد و مشرک تقسیم شدند. گروهی به ستاره پرستی روی آوردند. مکارم شیرازی، گزارش می‌کند که گروهی اعتقادات او را مادی گرایانه توصیف کرده‌اند. بنابر گزارش طبرسی، مفسر و محدث شیعه، او در اعتقاداتش سر سخت بود و کسی در مناظرات بر او غلبه نکرده بود.

## مناظره با علی بن موسی الرضا و سلیمان مروزی
به گزارش مکارم شیرازی، در طی مناظراتی که برای علی بن موسی الرضا در کاخ مأمون صورت گرفته است، مناظره‌ای با حضور عمران صابی نقل شده است. صدرایی خویی گزارش می‌کند که این مناظره توسط شارحان مختلفی شرح و به نظم نیز تبدیل شده است. این مناظره را حدیث عمران صابی نیز گویند. بنابه گزارش شیعی، در طی این مناظره عمران مسلمان شد. پس از مناظره علی بن موسی الرضا، عمران را به همراه خادمش یاسر به نزد مأمون فرستاد؛ وقتی یاسر خادم از مأمون،اجازه ورود عمران را خواست؛ مأمون پرسید: عمران کیست؟ یاسر در پاسخ برای آنکه وی ناراحت نشود گفت: همانی که به دست شما مسلمان شد. مأمون در مواجهه با عمران، گفت: خدا را شکر که عمرت باقی ماند و از بنی هاشم شدی. این کنایه به سبب ارتباط نزدیک عمران با علی بن موسی الرضا بوده‌است. مأمون که در کنارش سلیمان مروزی بود، رو به عمران کرد و گفت،چرا با سلیمان وارد مناظره نخواهی شد؟ سلیمان و عمران هر دو پذیرفتند که مناظره ای در مساله بدا داشته باشند؛ با ورود علی بن موسی الرضا به محفل، مناظره بین سلیمان و علی بن موسی الرضا شروع شد.
پس از اسلام آوردن عمران صابی، علی بن موسی وی را به عنوان شاگرد نزد خود نگه داشت و پس از آموزش‌های لازم، به عنوان استاد مناظره به شهرهای مختلف فرستاد. روحی برندق گزارش می‌کند علی بن موسی در مناظره با عمران صابی، به بیان صفات خدا و تشریح آن صفات پرداخته است.